# Campeonato Mineiro 1951
In 1951 werd het 37ste Campeonato Mineiro gespeeld voor voetbalclubs uit de Braziliaanse staat Minas Gerais. De competitie werd gespeeld van 22 juli 1951 tot 27 januari 1952 en werd georganiseerd door de Federação Mineira de Futebol. Villa Nova werd kampioen.

## Eerste ronde
| Plaats | Club             | Wed. | W | G | V  | Saldo | Ptn. |
| ------ | ---------------- | ---- | - | - | -- | ----- | ---- |
| 1.     | Atlético         | 14   | 9 | 1 | 4  | 44:18 | 19   |
| 2.     | Villa Nova       | 14   | 9 | 1 | 4  | 25:16 | 19   |
| 3.     | Cruzeiro         | 14   | 7 | 4 | 3  | 26:21 | 18   |
| 4.     | Siderúrgica      | 14   | 6 | 5 | 3  | 32:25 | 17   |
| 5.     | Metalusina       | 14   | 5 | 1 | 8  | 20:26 | 11   |
| 6.     | América          | 14   | 4 | 3 | 7  | 24:22 | 11   |
| 7.     | Sete de Setembro | 14   | 4 | 2 | 8  | 14:36 | 10   |
| 8.     | Meridional       | 14   | 3 | 1 | 10 | 11:32 | 7    |

|  | Finale |

## Finale
|                             |            |       |             |  |
| 13 januari Eerste wedstrijd | Villa Nova | 1 – 1 | Atlético    |  |
| 13 januari Eerste wedstrijd | Tão 78'    |       | 64' Alvinho |  |

|                             |                           |       |                          |  |
| 24 januari Tweede wedstrijd | Atlético                  | 2 – 2 | Villa Nova               |  |
| 24 januari Tweede wedstrijd | Mauro Patrus 8' Lucas 84' |       | 76' Osório 78' Escurinho |  |

|                            |          |              |            |  |
| 27 januari Derde wedstrijd | Atlético | 0 – 1        | Villa Nova |  |
| 27 januari Derde wedstrijd |          | ( 50' Vaduca |            |  |

### Kampioen
| Campeonato Mineiro de 1951 |
| -------------------------- |
| VILLA NOVA 5º Titel        |